# スコット・マクレーン
スコット・マイケル・マクレーン（Scott Michael McClain , 1972年5月19日 - ）は、アメリカ合衆国カリフォルニア州出身の元プロ野球選手（内野手）。愛称は「マック｣など。

## 来歴
1990年のMLBドラフト22巡目でボルチモア・オリオールズに指名され契約。ニューヨーク・メッツを経て、1998年にタンパベイ・デビルレイズでメジャーデビュー。
1999年オフに解雇された。2000年はコロラド・ロッキーズ傘下のAAA級コロラドスプリングスでプレーした。
2001年に東尾修監督率いる西武ライオンズに入団。同じ年に入団したアレックス・カブレラとのコンビは「ツイン・バズーカ」と称され、この年は39本塁打を放った。
2002年は飛躍が期待されたが手首の故障でシーズンの大半を棒に振った。
2003年は26本塁打を放つも、外角の変化球に弱いという弱点を覚えられたことで.225の低打率にあえぎ、ホセ・フェルナンデスと入れ替わりで西武を解雇された。
2004年はシカゴ・カブスとマイナー契約を結んでいたが、カブレラが故障し、長距離砲の補強が急務だった西武に4月末に復帰した。2軍でこそ23本塁打を放ってイースタン・リーグ本塁打王に輝き格の違いを見せたものの、一軍では打率.181、4本塁打に留まり同年限りで再び放出された。なお、この年のマクレーンは背番号「00」を使用したが、この数字が使われたのは西武ライオンズ球団史上初だった。
2005年はカブスで7年ぶりのメジャー復帰を果たした。
2006年はオークランド・アスレチックス傘下のAAA級サクラメントで28本塁打、107打点を記録し、パシフィックコーストリーグのMVPに選ばれた。
2007年にサンフランシスコ・ジャイアンツとマイナー契約し、メジャー昇格を果たす。
2008年はAAA級フレズノで打率.300、29本塁打、108打点を記録。そしてシーズン終盤にメジャーに昇格し、9月3日の対コロラド・ロッキーズ戦でプロ19年目、36歳にしてメジャー初本塁打を放った。
2009年にAAA級フレズノを経て、4月27日に広島東洋カープと年俸2,000万円の1年契約で合意し、5月1日に入団会見を行った。翌5月2日の対東京ヤクルトスワローズ戦では5番レフトでスタメン出場し、2点差で迎えた6回裏に一場靖弘からレフトスタンドへ飛び込む移籍後初本塁打を放った。8月27日の対東京ヤクルトスワローズ戦ではハーフスイングをとられて怒り、牧田匡平球審に侮辱発言をしたためマーティ・ブラウン監督と共に退場になった。栗原健太につぐチーム2位の18本塁打を記録したものの好不調の波が激しく、同年限りで退団となった。
2010年にカブスとのマイナー契約を経て、カブスのスカウトとなった。同年オフ、広島の駐米スカウトに就任。おもにアメリカ東部地区を担当する。

## 人物
三塁守備で堅実なグラブ捌きや強肩を見せていた。なお、西武在籍時代は、勝ち試合では終盤ほとんど上田浩明を守備固めとして送られている。西武ライオンズ在籍時にはアレックス・カブレラ欠場時に一塁を守ることもあった。
帰国後の2006年、AAA級で松井稼頭央は別チームに所属するマクレーンに会う機会があった。松井はマクレーンとは西武時代に代官山で食事をしたり、マクレーンの住むフロリダに遊びに行ったりしていたことがあるとの事。松井自身のブログによると娘が生まれたという。また、ブログに掲載された写真を見ると「マクレーン」と青糸で刺繍されたミズノのグラブをアメリカでも使用していたことが分かる。

## 詳細情報

### 年度別打撃成績
| 年 度    | 球 団    | 試 合 | 打 席 | 打 数 | 得 点 | 安 打 | 二 塁 打 | 三 塁 打 | 本 塁 打 | 塁 打 | 打 点 | 盗 塁 | 盗 塁 死 | 犠 打 | 犠 飛 | 四 球 | 敬 遠 | 死 球 | 三 振 | 併 殺 打 | 打 率 | 出 塁 率 | 長 打 率 | O P S |
| -------- | -------- | ----- | ----- | ----- | ----- | ----- | -------- | -------- | -------- | ----- | ----- | ----- | -------- | ----- | ----- | ----- | ----- | ----- | ----- | -------- | ----- | -------- | -------- | ----- |
| 1998     | TB       | 9     | 23    | 20    | 2     | 2     | 0        | 0        | 0        | 2     | 0     | 0     | 0        | 0     | 0     | 2     | 0     | 1     | 6     | 0        | .100  | .217     | .100     | .317  |
| 2001     | 西武     | 135   | 566   | 481   | 77    | 119   | 28       | 0        | 39       | 264   | 87    | 3     | 3        | 0     | 4     | 78    | 6     | 3     | 142   | 12       | .247  | .353     | .549     | .902  |
| 2002     | 西武     | 19    | 72    | 63    | 6     | 15    | 4        | 0        | 2        | 25    | 5     | 0     | 1        | 0     | 0     | 8     | 1     | 1     | 20    | 0        | .238  | .333     | .397     | .730  |
| 2003     | 西武     | 131   | 484   | 418   | 55    | 94    | 19       | 0        | 26       | 191   | 69    | 2     | 3        | 0     | 2     | 64    | 6     | 0     | 103   | 6        | .225  | .326     | .457     | .783  |
| 2004     | 西武     | 35    | 85    | 76    | 10    | 14    | 1        | 0        | 4        | 27    | 10    | 0     | 0        | 0     | 0     | 8     | 0     | 1     | 19    | 4        | .184  | .271     | .355     | .626  |
| 2005     | CHC      | 13    | 16    | 14    | 1     | 2     | 1        | 0        | 0        | 3     | 1     | 0     | 0        | 0     | 0     | 2     | 0     | 0     | 2     | 1        | .143  | .250     | .214     | .464  |
| 2007     | SF       | 8     | 11    | 11    | 1     | 2     | 0        | 0        | 0        | 2     | 0     | 0     | 0        | 0     | 0     | 0     | 0     | 0     | 2     | 0        | .182  | .182     | .182     | .364  |
| 2008     | SF       | 14    | 38    | 33    | 7     | 9     | 1        | 0        | 2        | 16    | 7     | 0     | 1        | 0     | 0     | 5     | 0     | 0     | 8     | 0        | .273  | .368     | .485     | .853  |
| 2009     | 広島     | 114   | 447   | 401   | 43    | 98    | 18       | 0        | 18       | 170   | 52    | 1     | 2        | 0     | 1     | 43    | 1     | 2     | 107   | 8        | .244  | .320     | .424     | .744  |
| MLB：4年 | MLB：4年 | 44    | 88    | 78    | 11    | 15    | 2        | 0        | 2        | 23    | 8     | 0     | 1        | 0     | 0     | 9     | 0     | 1     | 18    | 1        | .192  | .284     | .295     | .579  |
| NPB：5年 | NPB：5年 | 434   | 1654  | 1439  | 191   | 340   | 70       | 0        | 89       | 677   | 223   | 6     | 9        | 0     | 7     | 201   | 14    | 7     | 391   | 30       | .236  | .331     | .470     | .802  |

### 記録
NPB
- 初出場・初先発出場：2001年3月24日、対千葉ロッテマリーンズ1回戦（西武ドーム）、6番・三塁手として先発出場
- 初安打・初打点：2001年3月25日、対千葉ロッテマリーンズ2回戦（西武ドーム）、4回裏にネイサン・ミンチーから適時二塁打
- 初本塁打：2001年3月28日、対オリックス・ブルーウェーブ2回戦（グリーンスタジアム神戸）、2回表に小倉恒から

### 背番号
- 20 （1998年）
- 3 （2001年 - 2002年）
- 44 （2003年）
- 00 （2004年）
- 9 （2005年）
- 8 （2007年）
- 29 （2008年）
- 90 （2009年）